# Отемис (Туркестанская область)
Отемис (каз. Өтеміс) — упразднённое село в Сайрамском районе Туркестанской области Казахстана. В 2014 году включено в состав города Шымкент и исключено из учетных данных. Входило в состав Акбулакского сельского округа. Находится примерно в 13 км к югу от районного центра, села Аксукент. Код КАТО — 515233200.

## Население
В 1999 году население села составляло 1209 человек (630 мужчин и 579 женщин). По данным переписи 2009 года, в селе проживало 1459 человек (717 мужчин и 742 женщины).